# Saint Seiya: Saintia Sho
Saint Seiya: Saintia Sho (em japonês:  聖闘士星矢　Saintia翔, transl. Seinto Seiya: Seintia Shō), ou simplesmente Saintia Shō (em japonês:  セインティア翔, transl. Seintia Shō), no Brasil Os Cavaleiros do Zodíaco: Saintia Shô, é uma série de mangá japonesa escrita e ilustrada por Chimaki Kuori, um spin-off do clássico mangá Os Cavaleiros do Zodíaco (Saint Seiya) criado, escrito e ilustrado por Masami Kurumada. Saintia Shô começou sua serialização na revista Champion Red da Akita Shoten em agosto de 2013.
Na América do Norte, a editora de mangá Seven Seas Entertainment licenciou o mangá para um lançamento em inglês em 2017. No Brasil, o mangá é publicado pela Editora JBC.
Uma ONA de 10 episódios produzida pela Toei Animation e animada pela Gonzo foi transmitida de dezembro de 2018 a fevereiro de 2019. A série nunca recebeu uma segunda temporada.

## Premissa
Situada durante os eventos de Os Cavaleiros do Zodíaco, Saintia Shô segue o enredo central tradicional comum a obra original de Kurumada e seus trabalhos derivados: Athena, a deusa grega da justiça e do esforço heróico, retorna quando o mal consome a Terra e luta contra divindades antagônicas, os agentes do mal, com a ajuda de seu exército de guerreiros conhecidos como Cavaleiros, protegidos por suas Armaduras, trajes de batalha que representam suas constelações guardiãs. A série apresenta uma nova classe de guerreiras de Athena, conhecidas como Saintia (聖闘少女, Seintia), diferentes das guerreiras que apareciam no trabalho de Kurumada, chamadas de Amazonas (女圣闘士, Onna Seinto), no original. As Saintia são a Guarda pessoal de proteção à Athena e as únicas entre as Amazonas a não usar máscaras. Elas só são vistas protegendo a Deusa, por isso são consideradas lendas para os outros Cavaleiros.
A personagem principal da história é Shoko, uma jovem sem treinamento que acaba se tornando a Saintia de Cavalo Menor, e protege Athena e seu Santuário de Éris, a Deusa da Discórdia, com quem tem uma importante conexão, e de seus dríades, cavaleiros poderosos e protetores da deusa da discórdia. Eles geralmente são humanos que morreram, mas ofereceram suas almas a Éris e receberam uma segunda vida para poderem atingir seus objetivos.Éris e Shoko tem uma importante conexão porque Éris, assim como boa parte dos deuses gregos, para poder descer ao mundo mortal, precisa roubar o corpo de um ser humano. E o corpo predestinado de Éris era o da própria Shoko, porém sua irmã, Kyoko, que era destinada a se tornar a Saintia de cavalo menor, acabou trocando de lugar com sua irmã, se tornando o receptáculo de Éris, enquanto Shoko se torna uma mulher cavaleiro justamente para poder salvar sua irmã da possessão de Éris.

## Personagens

### Saintias
Sho de Cavalo Menor (子馬座の翔子, Ekureusu no Shō)
Voz de: Aina Suzuki (Japonês), Mayara Stefane (Português)
Uma das Saintia de origem de Okinawa, as Cavaleiras guarda-costas pessoais de Athena, que veste a Armadura de Bronze de Cavalo Menor. Como ela dominou seu Cosmo, ela é capaz de canalizá-lo em um ataque poderoso e rápido, o Meteoro de Cavalo Menor (エクレウス流星拳, Ekureusu Ryūsei-ken). Seu nome real é Shoko (翔子, Shōko) e mais tarde ela é revelada como filha de Olivia, a líder das Saintias.
Kyoko de Cavalo Menor (子馬座の響子, Ekureusu no Kyōko)
Voz de: Mao Ichimichi (Japonês), Paty Souza (Português)
A irmã mais velha de Shoko e a Saintia de Cavalo Menor anterior. Ela também dominou os Meteoro de Cavalo Menor. Como sua irmã, ela é filha de Olivia.
Mii de Golfinho (いるか座の美衣, Dorufin no Mii)
Voz de: Megumi Nakajima (Japonês), Paula Spinelli (Português)
A secretária pessoal de Saori da Bélgica, que é uma Saintia usando a Armadura de Bronze de Golfinho. Seu verdadeiro nome é Alicia Benethol (アリシア・ベネトール, Arishia Benetōru).
Xiaoling de Ursa Menor (小熊座のシャオリン, Urusa Minoru no Shaorin)
Voz de: Suzuko Mimori
Uma Saintia de Cingapura que usa a Armadura de Bronze de Ursa Menor. Seu nome verdadeiro é Xing Xiaoling (星 暁鈴, Shin Shaorin, pinyin: Xīng Xiǎolíng).
Katya de Coroa Boreal (冠座のカティア, Nōzan Kuraun no Katia)
Voz de: Yukiko Morishita
Uma Saintia ucraniana de cabelos compridos que usa a Armadura de Bronze da Coroa Boreal. Depois de ter sido envenenada por Eris no passado, ela começou a trabalhar diretamente com o Grande Mestre contra a vontade de Saori.
Erda de Cassiopeia (カシオペア座のエルダ, Kashiopea no Eruda)
Voz de: Ayana Taketatsu
Uma Saintia chilena de cabelos curtos vestindo a Armadura de Bronze de Cassiopeia que deseja um dia se tornar uma Amazona de Ouro.

### Circulo de Athena
Saori Kido (城戸 沙織, Kido Saori)
Voz de: Inori Minase (Japonês), Letícia Quinto (Português)
Líder da Fundação Graad e atual encarnação de Athena (ナ テ ナ Atena), deusa grega da justiça, sabedoria e esforço heróico, que sempre reencarna quando o mal consome a Terra. Ela parou as ambições de divindades malignas desde as eras mitológicas, auxiliada por seus Cavaleiros. Embora ela tenha recebido educação de elite desde a infância, ela ainda está na adolescência. Como tal, ela frequenta a Academia Meteros em formalidade e também atua como presidente do conselho estudantil.
Mitsumasa Kido (城戸 光政, Kido Mitsumasa)
Avô adotivo de Saori e fundador da Fundação Graad.
Tatsumi (辰巳)
Voz de: Hisao Egawa
Assessor direto e mordomo da família Kido.

### Cavaleiros de Bronze
Jabu de Unicórnio, Seiya de Pégaso, Shiryu de Dragão, Shun de Andrômeda, Hyoga de Cisne, Ikki de Fênix, Ban de Leão Menor, Nachi de Lobo, Geki de Urso, Ichi de Hidra e June de Camaleão aparecem em pequenas sequências em Saint Seiya: Saintia Sho além dos novos Cavaleiros de Bronze Mirai de Cão Menor, Shinato de Ave do Paraíso e Arcturus de Boieiro.

### Cavaleiros de Prata
Juan de Escudo (楯座のユアン, Sukyūtamu no Yuan)
O Cavaleiro de Prata de Escudo.
Georg de Cruzeiro do Sul (南十字座のゲオルク, Sazan Kurosu no Georuku)
O Cavaleiro de Prata de Cruzeiro do Sul.
Mayura de Pavão (孔雀座のマユラ, Pavo no Mayura)
Voz de: Rina Satō (Japonês), Regina Remencius (Português)
A Amazona de Prata de Pavão, ferida durante uma rebelião no santuário de Athena treze anos antes da história e confinada a uma cadeira de rodas. Ela concorda em treinar Shoko para se tornar uma Saintia, e ajuda as Saintias em vários momentos do enredo.
Aeson de Taça (杯座のアイソン, Kuraterisu no Aison)
O Cavaleiro de Prata de Taça, salvou Mayura depois que ela foi atacada por Shura de Capricórnio. Ele retorna como dríade.
Sirius de Cão Maior, Asterion de Cães de Caça, Ptolemy de Sagitta, Marin de Águia, e Shaina de Ofiúco também aparecem en pequenas sequências em Saint Seiya: Saintia Sho.

### Cavaleiros de Ouro
Milo de Escorpião (蠍座のミロ, Sukōpion no Miro)
Voz de: Takahiro Sakurai; Toshihiko Seki (Japonês), Márcio Araujo (Português)
Um dos doze Cavaleiros de Ouro de Athena, virtuoso e orgulhoso. Ele salvou a vida de Shoko no passado.
Aiolia de Leão (獅子座のアイオリア, Reo no Aioria)
Voz de: Yūichirō Umehara; Hideyuki Tanaka
Considerado como o orgulho do Santuário junto com Milo de Escorpião, o Leão de Ouro, cujo coração arde de lealdade para com Athena.
Saga de Gêmeos (双子座のサガ, Jemini no Saga)
Voz de: Ryōtarō Okiayu
O Cavaleiro de Ouro de Gêmeos que conspirou para assumir o Santuário. Ele de alguma forma salvou a vida de Katya e aparece representando o verdadeiro Grande Mestre do Santuário.
Aiolos de Sagitário, Aphrodite de Peixes, Máscara da Morte de Câncer, Shura de Capricórnio, Camus de Aquário, Mu de Áries, Aldebaran de Touro e Shaka de Virgem também aparecem en pequenas sequências em Saint Seiya: Saintia Sho.

### Outras personagens
Callisto (カリスト)
Artemis (アルテミス)
Satellites (衛星)
também aparecem en pequenas sequências em Saint Seiya: Saintia Sho. São alguns personagens de Saint Seiya Next Dimension.

### Antagonistas
Éris (エリス, Erisu)
Voz de: Yū Kobayashi
A deusa maligna da discórdia, inimiga mortal de Athena desde as eras mitológicas. Seus guerreiros são conhecidos como Dríades (邪精霊, Doriādo, "Espíritos Malignos") que usam armaduras conhecidas como Folhas (邪霊衣, Rīfu, "Mantos de Espíritos Malignos"). As forças de Eris também contêm Cavaleiros mortos chamados Fantasmas (邪霊士, Gōsuto, "Guerreiro Espírito Maligno"), ressuscitados com uma Semente MAligna (イヴィル・シード, Iviru Shīdo).
Toki (斗樹)
Uma dos cem órfãos que foram enviados pelo mundo para se tornarem Cavaleiros, que foi contaminado por Éris e se tornou um fantasma. Ele era um dos amigos de Jabu quando criança.
Rigel de Órion (オリオン座のリゲル, Orion-za no Rigeru)
O caído Cavaleiro de Prata de Órion.

#### Dríades
Dríades (邪精霊, Doriādo)
Guerreiros que protegem Éris. Eles geralmente são humanos que morreram, mas ofereceram suas almas a Éris e receberam uma segunda vida.
Atë de Ruína (破滅のアテ, Ruin no Ate)
Voz de: Rika Tachibana (Japonês), Mariana Mirabetti (Português)
A líder das Dríades.
Emony de Malícia (悪意のエモニ, Marisu no Emoni)
Voz de: Marika Kouno
Uma jovem vestida estilo Gothic Lolita que carrega um ursinho de pelúcia chamado "Mick" (ミック, Mikku) com quem ela fala.
Phonos de Assassinato (殺戮のフォノス, Mādā no Fonosu)
Voz de: Kenji Nojima
O único Dríade do sexo masculino.
Harmonia (エデンの魔女 ハルモニア, Ed-en no Majo Harumania)
Harmonia é um guia e impede que intrusos entrem no Jardim do Éden

### Personagens de apoio
Mirai (ミライ) e Shinato (シナト)
Voz de: Aki Kanada, Akeno Watanabe
Jovens discípulos de Mayura
Lumi (ルミ, Rumi)
Voz de: Ayaka Ōhashi
Melhor amiga de Shoko na escola.

## Mídias

### Mangá
O mangá Saint Seiya: Saintia Shō é escrito e ilustrado por Chimaki Kuori. Chimaki é conhecida pelo seu trabalho na adaptação em mangá do anime Mobile Suit Gundam SEED. Saintia Sho teve uma prévia publicada na Champion Red em 19 de julho de 2013, e começou a ser serializado em 19 de agosto de 2013, e segue em publicação mensal pela revista, tendo seu primeiro volume tankobon publicado em 6 de dezembro de 2013.
A editora de mangá norte-americana Seven Seas Entertainment licenciou o mangá em 2017. No Brasil, é licenciado pela editora JBC, e teve sua publicação iniciada em 2016.

### Anime
Uma animação original de internet (ONA) foi anunciada em 2016. A série de 10 episódios conta apenas a história dos primeiros 6 volumes do mangá Saintia Sho, uma segunda temporada não foi produzida. A série começou a ser exibida em 10 de dezembro de 2018 e terminou em 18 de fevereiro de 2019. A série é produzida pela Toei Animation, animada pela Gonzo e dirigida por Masato Tamagawa, com Ikuko Takahashi cuidando da composição da série. Keiichi Ishikawa e Ayana Hishino cuidaram do design dos personagens. Toshihiko Sahashi compôs a música da série. A música tema de abertura é "The Beautiful Brave", interpretada por Aina Suzuki, Mao Ichimichi, Inori Minase e Megumi Nakajima. A série é transmitida simultaneamente pela Crunchyroll.
| N.º | Título original | Exibição original       |
| --- | --- | ----------------------- |
| 1 | "Irmãs do Destino! Shoko e Kyoko" Transliteração: "Shukumei no Shimai! Shōko to Kyōko" (em japonês: 宿命の姉妹! 翔子と響子)                                                      | 10 de Dezembro de 2018  |
| Shoko é uma garota normal cuja irmã está fora de casa há anos, numa escola rígida e cheia de segredos. E com o retorno dela, também chega a hora de enfrentar um destino terrível. | |                         |
| 2 | "A Decisão de Cada Uma! A Deusa e a Saintia" Transliteração: "Sorezore no Ketsui! Megami to Seintia" (em japonês: それぞれの決意! 女神と聖闘少女)                                | 17 de Dezembro de 2018  |
| Shoko não pode esconder o impacto causado pelo fato de que Kyoko foi possuída pelo espírito maligno em seu lugar e de que ela era "o instrumento do espírito maligno". Shoko descobre a "existência especial", a qual ela pode se tornar uma santa guerreira, que servirá e protegerá Athena. Então ela decide fazê-lo para salvar a si mesmo e salvar sua irmã. Saori confia o treinamento de Shoko à Amazona de Prata Mayura de Pavão. Enquanto isso, Milo e Aiolia, no Santuário, sentem os movimentos perturbadores da malévola Eris. | |                         |
| 3 | "Desabrochar na Escuridão! As Dríades de Eris" Transliteração: "Yami ni Saku! Erisu no Doriādo-tachi" (em japonês: 闇に咲く! エリスの邪精霊たち)                                 | 24 de Dezembro de 2018  |
| Os espíritos malignos sob as ordens de Eris, Emony de Malícia e Phonos de Assassinato, querem a cabeça de Athena para entregar para Eris. Mii confronta Emony. A dríade zomba Saori chamando-a de "deusa que não pode falhar". O cosmo de Shoko brilha com o treinamento de Mayura. Shoko, que está ciente da crise de Athena, usa por acidente a armadura. | |                         |
| 4 | "Triste Reunião! O Laço das Irmãs Separadas" Transliteração: "Kanashimi no Saikai! Hedatareta Shimai no Kizuna" (em japonês: 哀しみの再会! 隔たれた姉妹の絆)                     | 7 de Janeiro de 2019    |
| Shoko conseguiu entrar no templo de Eris seguindo Phonos, que tinha fugido. Durante a busca no templo para salvar sua irmã Kyoko, ela encontra a dríade Ate. Na hora em que sofre um grande ataque, um flash de luz dourada envolve Shoko! A fim de ajudar Shoko, Milo dirigiu-se ao templo de Eris. Saori também se juntou a eles e viu Kyoko mudar completamente. | |                         |
| 5 | "Voe! Como um Pégaso" Transliteração: "Tobe! Pegasasu no Yō ni" (em japonês: 翔べ! ペガサスのように)                                                                             | 14 de Janeiro de 2019   |
| Na batalha no Templo de Eris, o cosmo de Kyoko desapareceu. Saori questiona o sentido de sua existência, já que não consegue salvar as pessoas do espírito maligno. Mas, sucedendo a vontade de Mitsumasa Kido, a Guerra Galáctica começará. Por outro lado, Shoko, que foi ferida na batalha anterior, deixa cair o pingente de Pégaso que ganhou de sua irmã. O garoto que o resgata o item se chama Seiya, o Cavaleiro de Pégaso, que participará da Guerra Galáctica.                                                                 | |                         |
| 6 | "Espíritos Colidindo! Saori vs. Grande Mestre" Transliteração: "Semegiau Tamashī! Saori vs. Kyōkō" (em japonês: せめぎ合う魂! 沙織vs.教皇)                                       | 21 de Janeiro de 2019   |
| Saori, que foi acusada de impostora pelo Santuário, é atacada por Katya de Coroa Boreal, que prometeu lealdade ao Grande Mestre. Shoko luta contra a nova Saintia, Xiaoling de Ursa Menor. Mayura e os outros vão correndo para salvá-las da crise. Mas, durante esse tempo, Saori foi levada até o Grande Mestre por Aphrodite. O Grande Mestre se apresenta para Athena, enquanto, em lágrimas, mostra um desejo inesperado para Saori. Por outro lado, Shoko, que estava desanimada, recebe uma visita intrigante.                     | |                         |
| 7 | "A Batalha das Doze Casas! O Terrível Encanto dos Fantasmas" Transliteração: "Jūnikyū no Shitō! Osorubeki Jarei no Genwaku" (em japonês: 十二宮の死闘! 恐るべき邪霊の幻惑)       | 28 de Janeiro de 2019   |
| Uma flecha dourada atinge Saori. Com o passar do tempo, a situação vai ficando cada vez mais desesperadora. Shoko, que era pra ser a hospedeira do espírito maligno, perde a consciência, sendo arrastada pelo mal. Mayura e as Saintias estão lutando para conter os Fantasmas e os Cavaleiros de Bronze estão no Santuário para salvar Athena. A batalha mortal nas Doze Casas do Zodíaco começou. | |                         |
| 8 | "Choque de Pesadelos! O Punho do Leão se Incendeia" Transliteração: "Akumu no Gekitotsu! Moeagaru Shishi no Ken" (em japonês: 悪夢の激突! 燃えあがる獅子の拳)                    | 4 de Fevereiro de 2019  |
| Athena ganhou a lealdade dos Cavaleiros de Ouro após a Batalha das Doze Casas. Por outro lado, o espírito maligno de Eris, que estava selado, fundiu-se com Kyoko, e agora possui um poder extraordinário. Saori, que a confrontou para defender Shoko, recebe a maldição da maçã. Um Cavaleiro de Ouro foi para o Templo de Eris e as Saintias tentam parar os espíritos malignos que espalham ódio pelo coração das pessoas, para depois tentarem resgatar Athena. Aiolia vê o seu irmão mais velho, mas é atacado por ele.             | |                         |
| 9 | "Espiral de Conflito! A Maçã Dourada e a Devoção de Órion" Transliteração: "Arasoi no Uzu! Ōgon no Ringo to Orion no Kenshin" (em japonês: 争いの渦! 黄金の林檎とオリオンの献身) | 11 de Fevereiro de 2019 |
| Shoko quer salvar sua irmã que se fundiu com o espírito maligno, e entra em conflito com o destino após conversar com Mu. Rigel de Orion, o antigo Cavaleiro de Prata, reaparece. Dos olhos tristes de Rigel, as lágrimas surgem na memória de Kyoko, e Shoko se pergunta quais são os seus verdadeiros sentimentos. As batalhas entre Mii e Emoni e Saga e Aiolia remetem ao Templo de Eris. | |                         |
| 10 | "Brilhem Garotas! O Final de uma Nobre Oração" Transliteração: "Kagayake Shōjo-tachi yo! Kedakaki Inori no Hate ni" (em japonês: 輝け少女たちよ! 気高き祈りの果てに)             | 18 de Fevereiro de 2019 |
| Finalmente Shoko confronta a maligna Eris. Enquanto o cosmo de Saori está enfraquecendo, Shoko, Mii, Xiaoling, Katya e Erda lutam contra os espíritos malignos, um por um. Os Cavaleiros de Ouro descobrem que o plano de Eris era tentar fazer com que o Templo de Eris colidisse com o Santuário. Aiolia e Milo lutam até a morte contra Saga. A luta final começou. | |                         |

### CD Drama
Em 19 de outubro de 2015, o mangá Saintia Shô teve um CD-Drama anunciado pela revista japonesa Champion Red. Ele adapta o primeiro encontro entre Saori Kido e Shoko, e a luta contra as Dríades. A duração é de 46 minutos e 29 segundos. Foram adaptados os acontecimentos do Volume 1, começando pelo primeiro capitulo e terminando no quarto. O final é o mesmo do Volume 1, tendo Shoko, tomando a decisão de se tornar uma Saintia para poder salvar a sua irmã e terminar com o destino amaldiçoado por Éris.

## Ligações com Saint SeiyaNext Dimension
Algumas personagens de Saint Seiya Next Dimension aparecem em Saintia Sho : Callisto, Artemis, Hecate, Satellites; são também alguns lugares de Saint Seiya Next Dimension.